# CKNX Barn Dance
Der CKNX Barn Dance ist eine kanadische Country-Sendung, die von CKNX aus Wingham, Ontario, gesendet wurde.

## Geschichte

### Entstehung
An einem Samstagabend im Jahre 1937 spielte ein Moderator des Senders CKNX während seiner Sendezeit Schallplatten mit Hillbilly-Musik, der Frühform des Country. Er nannte die Sendung „CKNX Barn Dance“. W.T „Doc“ Cruickshank, Besitzer des Senders, gefiel diese Art von Sendung. Jedoch hatte er nicht die finanziellen Mittel, ständig neue Platten zu kaufen, daher lud er lokale Hillbilly-Musiker ein, um im Studio zu spielen. Cruickshack organisierte die Show als wöchentliches Samstagabendprogramm und schnell entwickelte sich die Sendung zu einem beliebten Programm auf CKNX. Da das Studio des Senders durch eine Glasscheibe auf der Straße zu sehen war, kamen immer mehr Menschen, um sich die Show live anzusehen. Frühe Musiker dieser Sendungen waren George Wade und seine Cornhuskers sowie die Gully Jumpers.

### Aufstieg
Die Leitung des Senders beschloss daher, aus dem Studioprogramm eine Live-Show zu machen. Der CKNX Barn Dance wurde fortan unter Publikum in verschiedenen Auditorien ausgetragen. Das Ensemble des Barn Dances reiste durch Kanada und trat überall im Lande auf. Über Leitungen wurde die Show zurück nach Wingham übertragen und dann von CKNX ausgestrahlt. Schnell entwickelte sich die Sendung zur erfolgreichsten und populärsten Radioshow dieses Typs in Kanada und erreichte auch internationale Bekanntheit als „Canada’s Largest Travelling Barn Dance“.
Das Ensemble des Barn Dances bestand vorrangig aus lokalen und regionalen Künstlern. Einige von ihnen waren Reg Bitton, Al Cherny, Earl Heywood, Ernie King, Bill Mankiss, Mel Lavigne, Ross Man und Cactus Mac. Die Hintergrundband der Show war die CKNX Barn Dance Gang, die auch Earl Heywood einschloss. Weitere Bands waren die CKNX Ranch Boys und die Golden Prairie Cowboys. Auch kanadische Country-Stars wie Ward Allen, Tommy Hunter und Maurice Bolyer hatten Gastauftritte in der Show; hin und wieder traten auch US-Country-Musiker auf. 
Für über 25 Jahre wurde der CKNX Barn Dance gesendet, verlor aber durch Rock-’n’-Roll- und Popmusik an Popularität und wurde 1963 eingestellt.

### Der CKNX Barn Dance heute
In der Gegenwart wird der Barn Dance wieder abgehalten, jedoch wird nicht mehr im Radio übertragen. Die Barn Dance Historical Society verwaltet den Barn Dance und versucht, die Erinnerungen an den original CKNX Barn Dance zu erhalten. Sie organisiert die Konzerte, verkauft CDs mit aufgenommenen Shows und präsentiert den Barn Dance. Momentaner Leiter der Show ist Wayne Otterbein. Die Show kann heutzutage für Konzerte gebucht werden. Neben neuen Künstlern treten auch noch einige originale Musiker wie Ernie King und Earl Heywood auf. Moderator der Show ist Jim Swan.

## Gäste und Mitglieder
| - Jack Kingston - Ernie King - Cactus Mac - Ross Mann - Mel Lavigne - Al Cherny - Reg Bitton - George Featherstone - Don Robertson and his Ranch Boys - Earl Heywood - Gordon “Red” Simmons - Lucky Ambo - Bill Mankiss - Lloyd Bank - Suzie Chambers - George Jordan - Dusty & Meleata Rose | - Al Alderson - Jim Otterbein - Hugh Elder - Larry Mercey - Marie Bottrell - Randy Satchell - Ernie King - Gerald Davidson - Paul Weber - Earl & Martha Heywood - Howard “Smoky” Weber - Cousin Opie - John Heaman - Carl Kees - Jamie Gordon - Robert MacDonald - Brenda Allen |  |